# Iwachny
Iwachny (ukr. Івахни) – wieś na Ukrainie, w obwodzie czerkaskim, w rejonie humańskim, w hromadzie Monastyryszcze. W 2001 liczyła 1349 mieszkańców, wśród których 1337 wskazało jako ojczysty język ukraiński, 9 rosyjski, a 3 białoruski.